# Selenografische Colongitude
Die selenografische Colongitude {\displaystyle S} der Sonne (englisch abgekürzt SSC für Sun's selenographic colongitude) ist die vom Nullmeridian des Mondes in Richtung Mond-Westen von 0° bis 360° gerechnete Position des Schnittpunkts des Terminators des Sonnenaufgangs mit dem Mondäquator, also des Punktes auf dem Mondäquator, an dem gerade die Sonne aufgeht.
Die Bedeutung der Colongitude bei der Mondbeobachtung ergibt sich daraus, dass Krater und andere Strukturen der Mondoberfläche dann besonders scharf gezeichnet und mit langen Schatten erscheinen, wenn sie sich auf der beleuchteten Seite in der Nähe des Morgen- oder des Abendterminators befinden.

## Zeitlicher Verlauf
- Im ersten Viertel liegt der o. g. Schnittpunkt genau in der Mondmitte, wandert dann mit weiter zunehmendem Mond in Richtung Westen des Mondes, von der Erde aus gesehen also nach links, und
- erreicht bei Vollmond den westlichen Rand des Mondes und damit eine Colongitude von 90°.
- Im 3. Viertel erreicht der Terminator des Sonnenuntergangs die Mondmitte, der Terminator des Sonnenaufgangs ist dann auf der nicht sichtbaren Mitte der Mondrückseite, und die Colongitude ist 180°.
- Bei Neumond schließlich befindet sich der Terminator des Sonnenaufgangs am rechten, östlichen Rand des Mondes, und die Colongitude ist 270°:

1. Viertel; SSC = 0°
SSC = 45°
Vollmond; SSC = 90°
SSC = 135°
3. Viertel; SSC = 180°
SSC = 225°
Neumond; SSC = 270°
SSC = 315°

## Berechnung
Die selenografische Länge {\displaystyle \lambda } des Morgenterminators errechnet sich aus der Colongitude als 
{\displaystyle \lambda =360^{\circ }-S}
Dabei wird {\displaystyle \lambda } auf den Bereich [-180°,+180°] normalisiert, d. h. einer Colongitude von 87° (kurz vor Vollmond) entspricht eine selenografische Länge von 360° - 87° = 273°, normalisiert −87° = 87° westlicher Länge. Die selenografische Länge des Abendterminators erhält man durch Addition von 180° zur selenografischen Länge des Morgenterminators.
Die Colongitude S berechnet sich als
{\displaystyle S=L_{m}-L_{S}-90^{\circ }}
Dabei ist
- LS die Länge der Sonne in ekliptikalen Koordinaten
- Lm die mittlere Länge des Mondes: {\displaystyle L_{m}=L-i\,\cos(L-\Omega )\,\tan U-\lambda }
  - L die Länge und U die Breite des Mondes in ekliptikalen Koordinaten
  - i die Achsneigung des Mondes relativ zur Ekliptik (= 1,534°)
  - Ω die Länge des aufsteigenden Mondknotens: {\displaystyle \Omega =259^{\circ }08'-69629''(t-1900.0)}
    - t das Jahr.